# Гурково (Новосибирская область)
Гурково — исчезнувший посёлок в Венгеровском районе Новосибирской области России. На момент упразднения входила в состав Тартасского сельсовета. Исключена из учётных данных в 1996 году.

## География
Располагался к востоку от озера Пуздра, в 7 км к северо-западу от села Новый Тартас.

## История
Указом ПВС РСФСР от 02.06.1976 года №5-90/1 посёлок фермы №2 совхоза «Тартасский» переименован в посёлок Гурково.
Решением 24 сессии Новосибирского облсовета от 19.06.1996 г. посёлок исключен из учётных данных.